# Crystal Lake Park (Missouri)
Crystal Lake Park ist eine Stadt mit dem Status „City“ im St. Louis County im US-Bundesstaat Missouri. Das U.S. Census Bureau hat bei der Volkszählung 2020 eine Einwohnerzahl von 508 ermittelt.

## Geographie
Die Koordinaten von Crystal Lake Park liegen bei 38°37'12" nördlicher Breite und 90°25'56" westlicher Länge.
Nach Angaben der United States Census 2010 erstreckt sich das Stadtgebiet von Crystal Lake Park über eine Fläche von 0,28 Quadratkilometer (0,11 sq mi). Crystal Lake Park liegt etwa 25 Kilometer westlich von St. Louis.

## Bevölkerung
Nach der United States Census 2010 lebten in Crystal Lake Park 470 Menschen verteilt auf 202 Haushalte und 136 Familien. Die Bevölkerungsdichte betrug 1678,6 Einwohner pro Quadratkilometer (4272,7/sq mi).
Die Bevölkerung setzte sich 2010 aus 91,5 % Weißen, 2,8 % Afroamerikanern, 4,7 % Asiaten, 0,2 % aus anderen ethnischen Gruppen und 0,9 % mit zwei oder mehr Ethnien zusammen. Bei 1,5 % der Bevölkerung handelte es sich um Hispanics oder Latinos. Von den 202 Haushalten lebten in 29,7 % Kinder unter 18 und in 16,9 % der Haushalten lebten Personen über 65.
Von den 470 Einwohnern waren 25,3 % unter 18 Jahre, 2,4 % zwischen 18 und 24 Jahren, 16,8 % zwischen 25 und 44 Jahren, 34,4 % zwischen 45 und 64 Jahren und in 21,1 % der Menschen waren 65 Jahre oder älter waren. Das Durchschnittsalter betrug 47,9 Jahre und 44,9 % der Einwohner waren männlich.

## Belege
1. ↑  Explore Census Data Total Population in Crystal Lake Park city, Missouri. Abgerufen am 2. Februar 2023.
2. ↑   United States Census
3. ↑   American Fact Finder